# جوني ألبرتو ريوس توريس
جوني ألبرتو ريوس توريس (بالإسبانية: Jhonny Alberto Ríos Torres)‏ (14 مارس 1985 بكولومبيا - ) هو لاعب كرة قدم كولومبي في مركز الدفاع. لعب مع يونيون ماغدالينا وC.D. Dragón ‏ ولا إكويداد ‏ وPatriotas Boyacá ‏ وPacífico F.C. ‏ وأتلتيكو كالي وTigres F.C. ‏ ونادي تاورو ‏ ونادي أكويلا.

## وصلات خارجية
- جوني ألبرتو ريوس توريس على موقع قاعدة بيانات كرة القدم.إي يو (الإنجليزية)
- جوني ألبرتو ريوس توريس على موقع Soccerway.com (الإنجليزية)
- جوني ألبرتو ريوس توريس على موقع عالم كرة القدم.نت (الإنجليزية)